# Charles-Théodore Frère
Charles-Théodore Frère (Parigi, 21 giugno 1814 – Parigi, 24 maggio 1888) è stato un pittore francese.
Detto anche Bey Frère, fu un pittore esclusivamente orientalista. Il fratello minore Pierre-Édouard Frère, anch'egli pittore, scelse invece di rappresentare
scene di vita popolare.

## Biografia
Primogenito di un editore di musica di Parigi, Charles-Théodore Frère fu allievo di Jules Coignet e di Camille Roqueplan. Terminati gli studi d'arte iniziò a viaggiare in Francia, visitando in particolare l'Alsazia, l'Alvernia e la Normandia. Rientrato dal viaggio espose al "Salon de Paris" del 1834 una serie di vedute dei dintorni di Strasburgo. 
 
Ma il Medio Oriente e il Nord Africa lo attiravano: fece il suo primo viaggio in Algeria nel 1836 e vi rimase tre anni. Nel 1837 partì con l'esercito per la città di Costantina, conquistata il 13 ottobre. Durante il soggiorno algerino realizzò delle tele per il re di Wurtemberg. 
Questi suoi viaggi in Africa, e in seguito quelli in Medio Oriente, lo condurranno verso una pittura totalmente orientalista.
Verso il 1851, viaggiò nei paesi mediterranei e medio-orientali. Visitò infatti Malta e la Grecia, l’Egitto e la Turchia, e fu uno dei rari artisti che rappresentarono i paesaggi e le città di Beirut, Damasco e Palmira. 
Nel 1853, circa, attrezzò un atelier al Cairo e ben presto divenne il pittore di corte. Il viceré d'Egitto lo elevò al rango di "Bey" e il Governo turco lo nominò ufficiale dell'Ordine di Medjidieh. 
I suoi lavori erano conosciuti e apprezzati anche in Francia, come testimoniano le valutazioni di artisti assai noti, quali Claude Monet e Eugène Boudin che ne ammiravano l'opera.
Nel 1869, in compagnia di Narcisse Berchère, Eugène Fromentin, Jean-Léon Gérôme e di Charles de Tournemine, fece parte del seguito dell'impératrice Eugenia che si recò in oriente in occasione dell'apertura del canale di Suez. L'imperatrice commissionò a Frère una serie di acquarelli, che però non le furono mai consegnati a causa della disastrosa sconfitta della Francia nel 1870 ad opera dell'esercito prussiano, che mise fine all'ultima monarchia francese. Questi lavori divennero proprietà della marchesa de la Puisaye, amica ed allieva di Frère, la quale ereditò tutto l'atelier del Maestro e le opere in esso contenute.
Charles-Théodore Frère morì a 73 anni nella sua città natale nel 1888.

## Opere nelle collezioni pubbliche
Francia
- Bagnères-de-Bigorre, Museo Salies:
  - La Caravane
  - Vue du Caire
- Bordeaux, Museo di belle arti: Paysage d’Orient[1]
- Cognac, Museo d'arte e storia: Désert de Palmyre
- Digione, Museo Magnin: 
  - L’Étang au fond du parc[2]
  - Vue d’une mosquée[3]
  - Les abords de la ville au matin[4]
- Honfleur, Museo Eugène-Boudin
- Laval, Museo del "Vieux-Château": Ruines de Karnac à Thèbes[5]
- Marsiglia, Museo di belle arti: L’Île de Philae[6]
- Narbona, Museo d'arte e di storia:
  - Paysage d'Algérie[7]
  - Femme orientale à la fontaine[8]
- Nevers, Museo municipale Frédéric-Blandin: La Prise de Constantine[9]
- Parigi, Museo del "quai Branly":
  - Intérieur d’un café à Boyh Deré près de Constantinople
  - Sous les Palmiers
  - Halte de caravane au Caire
- Pau, Museo di belle arti: Entrée du bazar à Damas[10]
- Reims, Museo di belle arti: Caravanes traversant le désert
- Rennes, Museo di belle arti: Rue Macke au Caire[11]
- Roubaix, "La Piscine", Museo d'arte e d'industria: Le Sultan

- Senlis, Museo d'arte e archeologia:
  - Vue d’un château, disegno
  - Ruines d’une église, disegno
  - Ruines d’un château, disegno
- Trouville, Museo di Trouville - Villa Montebello: La Plage de Trouville

Stati Uniti d'America
- Baltimora, Walters Art Museum: Arabes à la prière, acquarello
- Boston, Museo di belle arti:
  - Le Chameau[12]
  - Scène de marché au Caire[13]
  - Rue du Caire[14]
- New York:
  - Metropolitan Museum of Art: Jérusalem[15]
  - Museo d'arte di Dahesh:
    - Les Bords du Nil, au Caire
    - Un marché arabe en dehors du Caire

Regno Unito
- Barnsley, Cooper Gallery: Café Jalata à Constantinople
- Durham, Bowes Museum: Vue de Siout, Haute-Égypte
- Macclesfield, West Park Museum: Les Bords du Nil
- Sheffield, Sheffield Galleries and Museums Trust: Le Ferrage à la forge

Russia
- San Pietroburgo, Museo de l'Ermitage: Vue de Constantine

## Galleria d'immagini

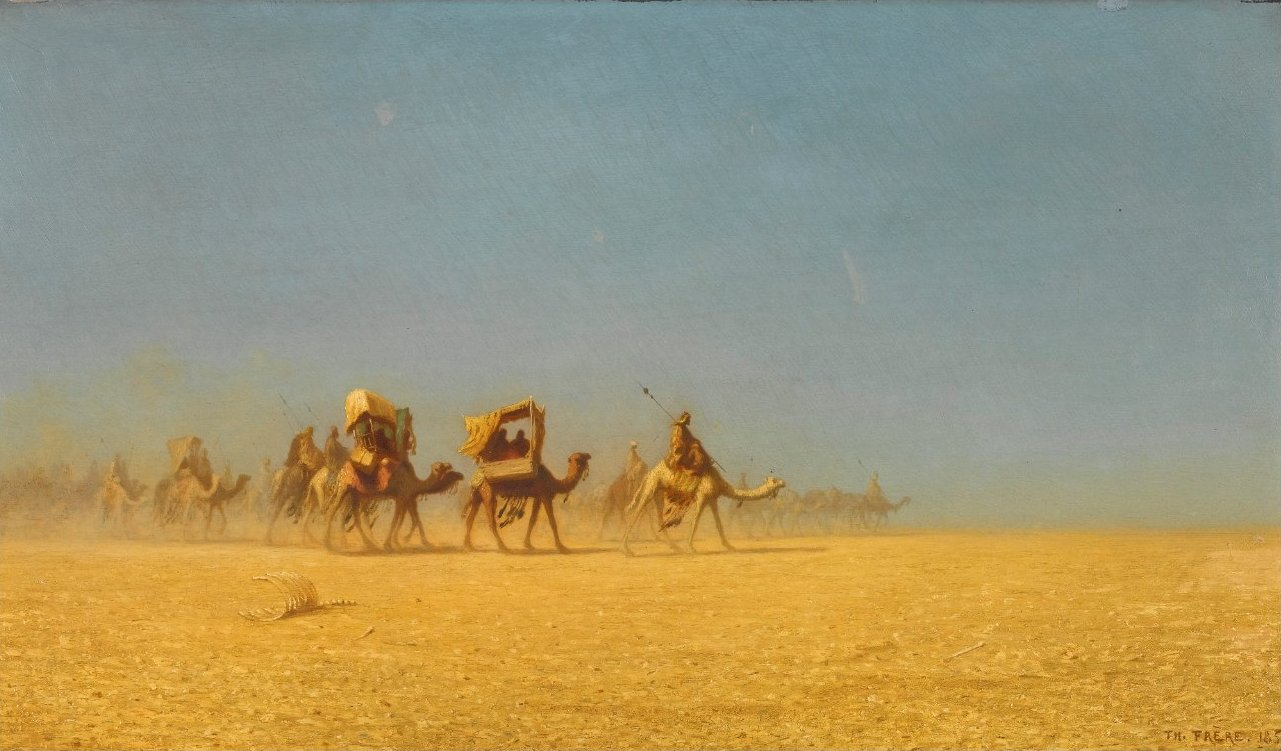
Il treno dei cammelli nel deserto
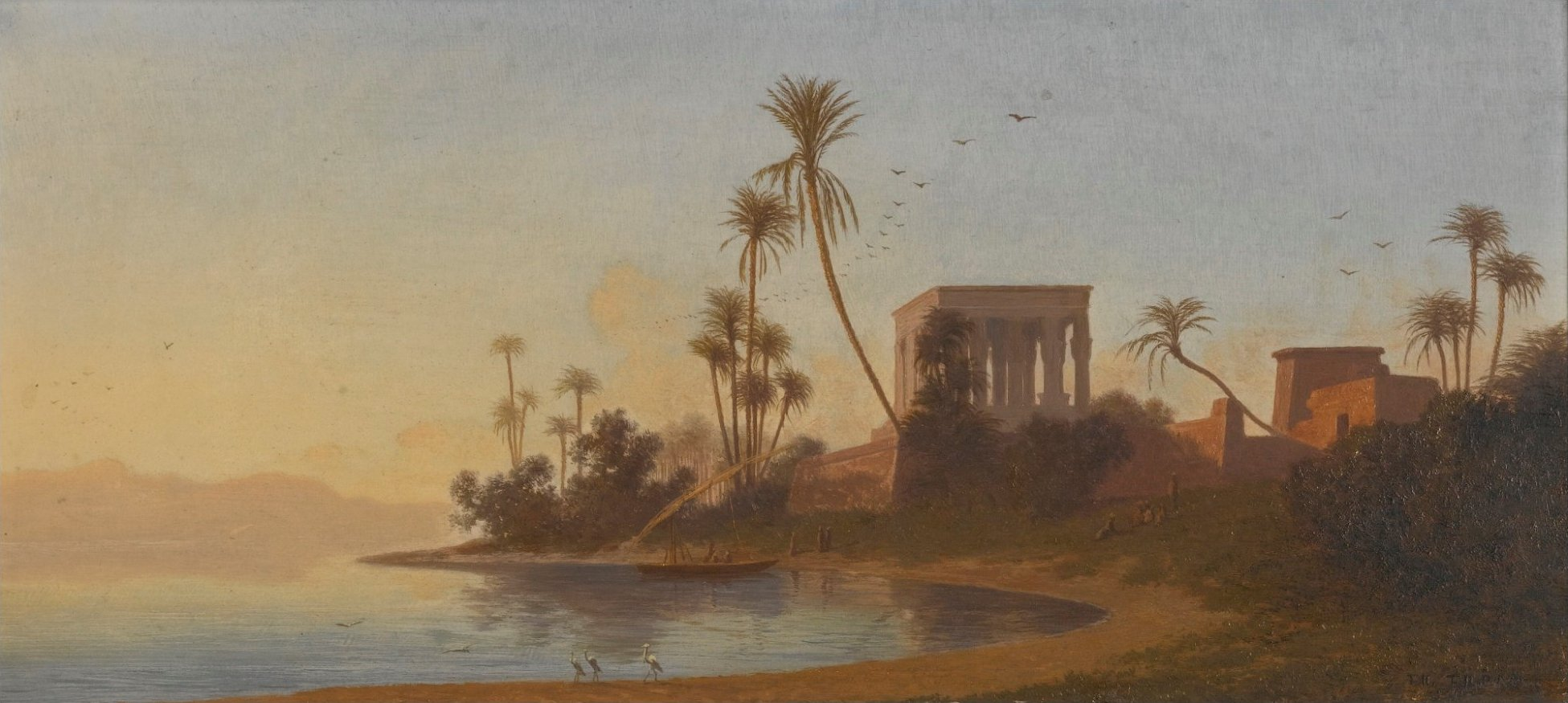
Il tempio di Filea
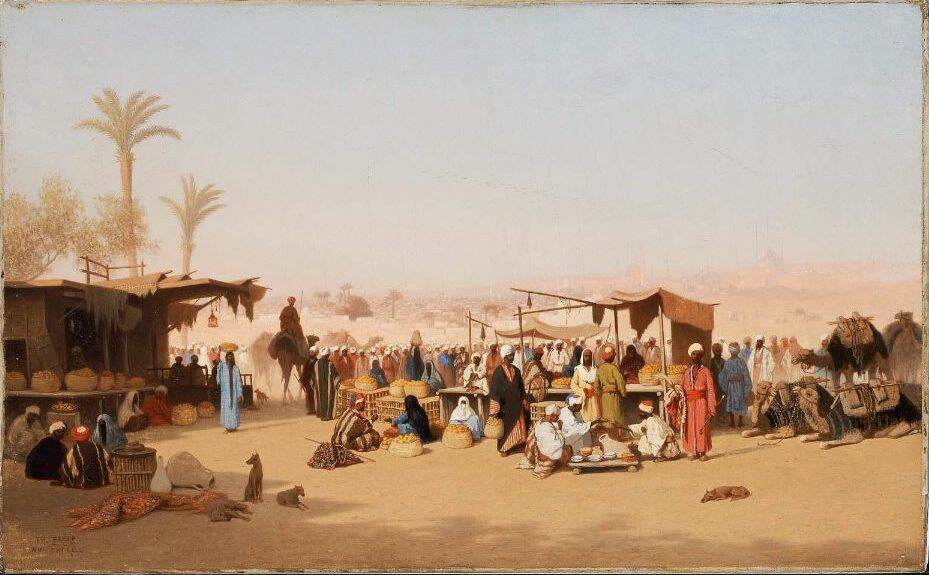
Scena a Il Cairo
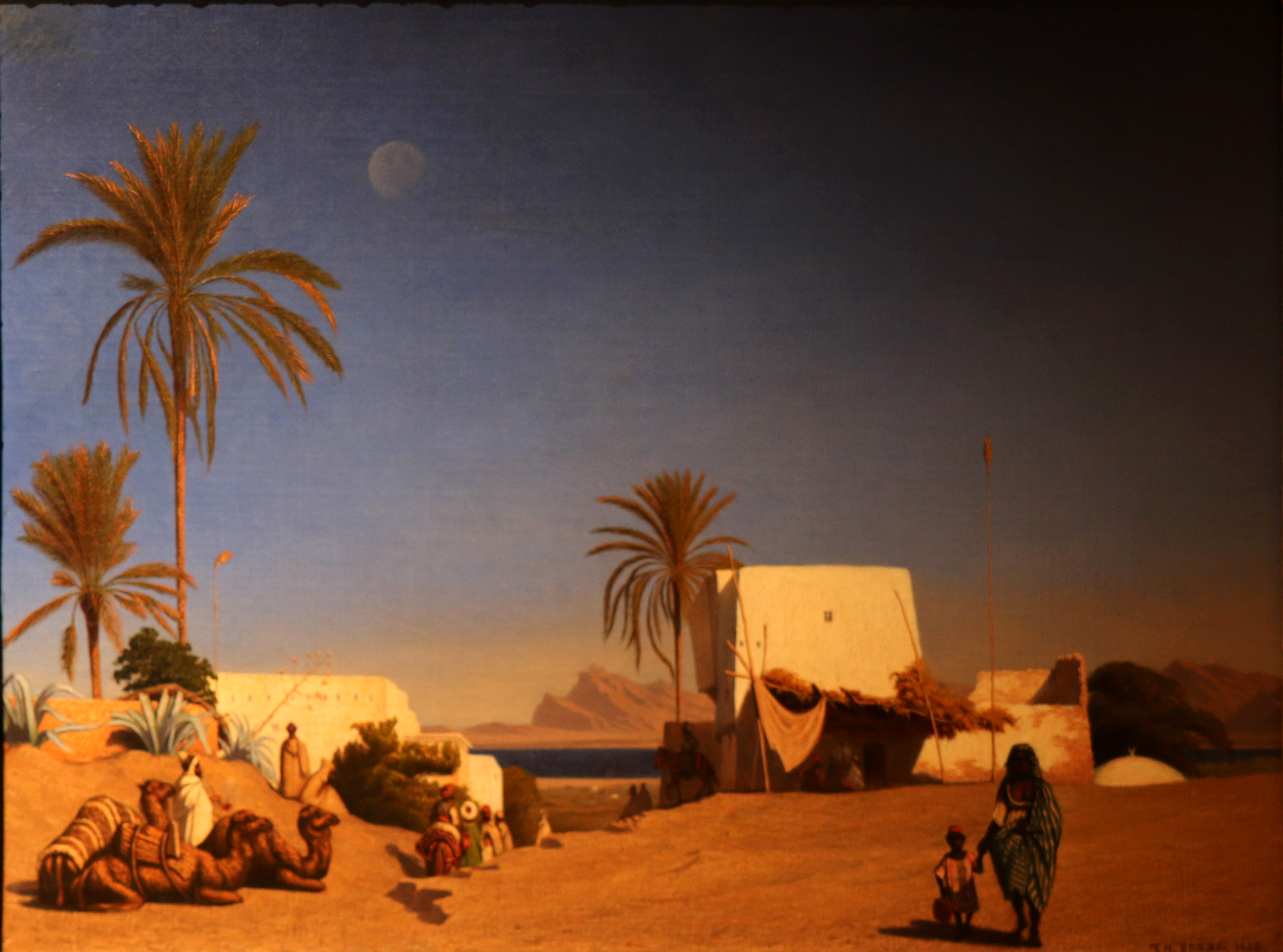
Paesaggio algerino

## Salon e mostre
- 1834 - Vue des environs de Strasbourg
- 1834 - La place de l'Esbekieh
- 1841 - Due tele acquistate dal re Luigi Filippo
- 1848 - Medaglia di II classe
- 1865 - Café de Galata à Constantinople, Medaglia di I classe e L’Ile de Philae - Nubie, premio di I classe
- 1869 - Le Simoun, ruines de Palmyre
- 1879 - Béni-Souef, Égypte, Au Caire
- 1880 - Caravane de la Mecque au Caire, Rue Cophte
- 1881 - Jérusalem vue de la vallée de Jéhosafat
- 1882 - Le Simoun, Sphynx et Pyramides de Khéops, Le Matin, environs du Caire
- 1883 - Le Sphinx et Pyramide, Simoun de Khéops, Le Nil, le soir
- 1884 - Le Nil à Nagadi, le matin, Haute-Égypte
- 1885 - Inondation du Nil au crépuscule,  Pyramide et plaine de Gizeh
- 1887 - Vue du Caire par Bab-el-Nasrh
- 1888 - Désert de Siout, Haute-Égypte,  Le Nil à Mahassarah, Haute-Égypte
- Esposizioni universali: Expo del 1855, Expo del 1867, Expo del 1878.

## Voci correlate

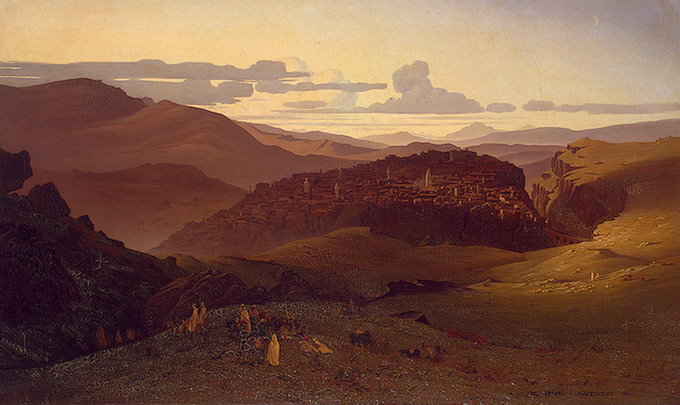
La città di Costantina